# 孫比爾卡區
11°24′26″S 76°49′11″W / 11.40722°S 76.81972°W
孫比爾卡區（西班牙語：Distrito de Sumbilca），是秘魯的一個區，位於該國中南部利馬大區的瓦拉爾省，始建於1903年11月6日，面積259.4平方公里，海拔高度3,325米，2007年人口1,171，人口密度每平方公里4.5人。